# Давудов, Юсуп Гурбанбердыевич
Юсуп Гурбанбердыевич Давудов (туркм. Ýusup Dawudow, 1969 г., Ашхабад, Туркменская ССР, СССР) — туркменский государственный деятель.
Окончил Туркменский политехнический институт, по специальности — инженер-электрик.

## Карьера
Трудовую деятельность начал в 1986 году столяром «Туркменэнергокоопгурлушык». Далее работал оператором ПО «Туркменэнерго», электромонтером, инженером, начальником службы релейной защиты и автоматики ПО «Ахалэнерго», главным инженером «Ашгабатэлектросети» .
С 2002 года по 20 мая 2005 года являясь председателем государственной энерготехнологической корпорации «Кувват», одновременно занимал пост первого заместителя министра энергетики и промышленности Туркменистана.
20 мая 2005 года назначен министром энергетики и промышленности Туркменистана. В качестве министра энергетики и промышленности провёл переговоры с министром Ираном Парвизом Фаттахом, на которых была достигнута договорённость об увеличении экспорта в Иран электрической энергии до 400 мегаватт в год, а также её трансфера между странами в периоды пиковых нагрузок их энергосистем.
С 31 октября 2005 года одновременно с постом министра занимал должность заместителя Председателя Кабинета министров Туркменистана.
После смерти президента Туркмении Сапармурата Ниязова входил в состав комиссии по организации его похорон. После выборов Президента Туркменистана автоматически отправлен в отставку 21 февраля 2007 года и не был переназначен вице-премьером, сохранив должность министра энергетики и промышленности.
2 марта 2007 года новый президент Туркмении Бердымухамедов объявил Юсупу Давудову строгий выговор за «за ослабление контроля за работой системы электроснабжения города Ашхабада, в результате чего происходят перебои в подаче электротока в сеть столицы». 28 мая 2007 года вновь получил выговор от Бердымухамедова за «ослабление контроля в работе курируемой отрасли».
9 августа 2007 года уволен с поста министра «за серьёзные недостатки в работе». При этом в отношении деятельности Давудова, назначенного прежним президентом Ниязовым, ожидалось расследование правоохранительных органов.

## Награды и звания
- Орден «Галкыныш»
- Медаль «За любовь к независимому Туркменистану»